# Padang Batu
Padang Batu is een bestuurslaag in het regentschap Seluma van de provincie Bengkulu, Indonesië. Padang Batu telt 558 inwoners (volkstelling 2010).